# Feldl-Geschütz

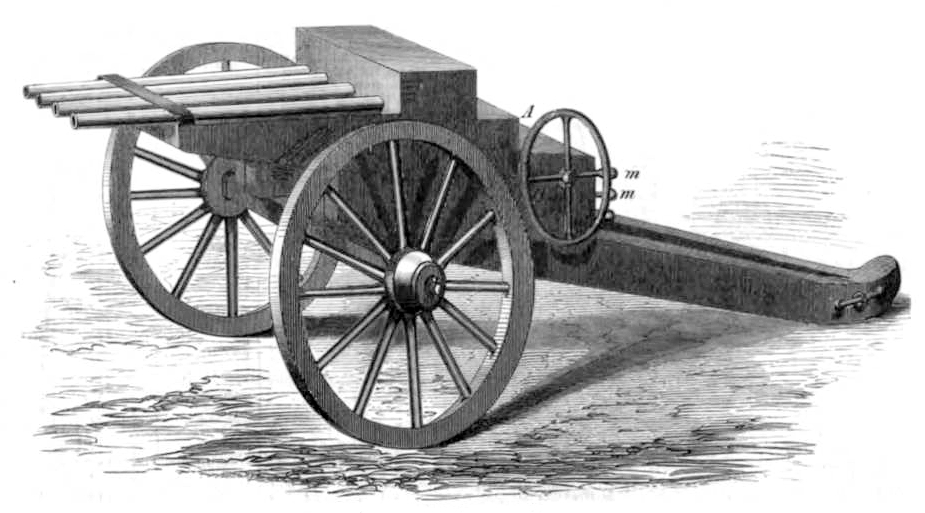
Schemazeichnung ohne Magazine

Das Feldl-Geschütz war ein vierläufiges Repetiergeschütz (zeitgenössisch Kartätschgeschütz) und somit ein Vorläufer des Maschinengewehrs. Das Geschütz wurde von der bayerischen Armee im Deutsch-Französischen Krieg (1870/71) verwendet. Zum Laden und Abfeuern diente ein großes Kurbelrad, welches von Hand gedreht werden musste. Wegen technischer Probleme und ungenügender taktischer Einsatzmöglichkeiten wurde es bald ausgemustert.

## Entwicklung und Produktion
Der Ingenieur Johann Feldl aus Forsthart hatte 1867/68 ein vierläufiges Repetiergeschütz entwickelt und die Pläne bei der Maschinenfabrik Augsburg (jetzt MAN) eingereicht. Nach diversen Beschussversuchen, die eine übermäßige Laufverbleiung zutage förderten, empfahl die Prüfungskommission die Änderung auf den Lauf des neu eingeführten Werder-Gewehrs M/1869, welche von der Gewehrfabrik Amberg geliefert wurden.
Acht Geschütze wurden im Oktober 1870 in der Maschinenfabrik Augsburg für die Bayrische Armee gefertigt und in zwei Batterien zu je vier Stück auf die zwei bayrischen Armee-Korps verteilt. Mit weiteren produzierten Geschützen erhöhte sich die Zahl pro Batterie auf sechs.
Österreich hatte das Feldl-Geschütz, neben der Gatling Gun und der Mitrailleuse, erprobt, sich jedoch im Herbst 1870 für die Montigny-Mitrailleuse  entschieden.

## Technik
Die vier parallel nebeneinander liegenden Läufe waren den Läufen des Werder-Gewehres fast identisch, hatten aber eine größere Wandstärke um der Wärmeentwicklung besser zu widerstehen. Es wurden die gleichen Patronen im Kaliber 11 × 50 mm R verwendet, welche ein 22 g schweres Geschoss auf eine Mündungsgeschwindigkeit von 420 m/s beschleunigten und über eine effektive Reichweite von 1500 m verfügten. Die Treibladung der Patrone war Schwarzpulver. Ein Rückstoß war praktisch nicht wahrnehmbar.
In der Minute konnten technisch bis zu 400 Schuss abgegeben werden, doch praktisch waren 300 Schuss die äußerste Schussfolge. Hierbei musste der abfeuernde Mann 150 Umdrehungen des Kurbelrades per Minute machen, was eine größere körperliche Anstrengung bedeutete. Die hohe Feuergeschwindigkeit konnte in der Praxis nicht lange aufrechterhalten werden, da der Pulverrauch dem Schützen die Sicht nahm. Während sich bei gewöhnlichen Geschützen der Pulverrauch beim Nachladen auflöste, erneuerte beim Feldl-Geschütz das kontinuierliche Schießen die Rauchwolke immer wieder.
Die vier Rohre sind auf einer Unterlageplatte befestigt und ragen mit ihrem hinteren Ende in das Gehäuse mit dem Lade- und Abschussmechanismus. Dieser Mechanismus ist aus Stahl und Bronze gefertigt und ist in einem Gehäuse aus Messing untergebracht. Auf der Gehäuseoberseite befinden sich Aufnehmer für die insgesamt acht Magazine, welche senkrecht hineingesteckt wurden. Der Antrieb des Lade- und Abfeuermechanismus war eine Handkurbel, die sich an der linken Seite der Waffe befand und von einem stehenden Soldaten gedreht wurde. Der Schütze hingegen saß auf einem Klappsitz, welcher auf der Lafette befestigt war. Er musste sich nach rechts lehnen, um über das rechts an der Waffe montierte Visier die Zielentfernung (Ballistik) zu korrigieren. An der hinteren Seite gab es vier Schieber, um den Lademechanismus pro Rohr auszukuppeln. Dieses war nötig, wenn sich eine Patrone in dem Lademechanismus verklemmt hatte. So konnte mit den übrigen Rohren weiter gefeuert werden. Ein weiterer Hebel auf Hinterseite diente zum Unterbrechen der Schussabgabe. Der Schütze konnte eine Kurbel für die Höhenrichtung sowie ein Handrad für die Seitenrichtung benutzen. Die Seitenrichtung ließ ein Schwenken der Waffe auf der stehenden Lafette bis zu 28° nach beiden Seiten zu. Das Visier war bis 1500 m einstellbar. Im Training konnte unterhalb der Waffe eine Sammelbox für die ausgeworfenen Patronenhülsen angebracht werden.
Die Patronen befanden sich zu 41 Stück in einfachen Magazinen waagrecht aufeinander gestapelt; das Magazin verfügte über keine Feder, welche die Patronen herausdrückte, sondern basierte ausschließlich auf dem Eigengewicht der Patronen. Die Magazine mussten vor dem Einsetzen in die Waffe voll befüllt sein, sonst bestand die Gefahr, dass sich die Patronen im Magazin aufstellen. Eine mit Federkraft gehaltene Klappe verhinderte, dass die Patronen herausfielen. Erst durch das Einstecken des Magazins in den Magazinaufnehmer wurde die Klappe aufgedrückt und die Patronen freigegeben. Diese rutschten durch ihr eigenes Gewicht in den Zubringer. Das Geschütz konnte mit maximal mit 328 Patronen in 8 Magazinen, davon jeweils 2 Magazine per Lauf, geladen werden. Da das linke Magazin eines jeden Laufes erst verwendet wurde, nachdem das rechte alle Patronen abgegeben hatte, war während des Feuerns ein kontinuierliches Austauschen der Magazine und somit echtes Dauerfeuer möglich.
Durch Betätigung der Handkurbel wurde über vier exzentrische Körper und ein System von Kniehebeln die zeitliche Abfolge das Verschlussmechanismus gesteuert. Jeder Lauf hatte einen eigenen Munitionszubringer und Verschlussmechanismus. Während der Verschluss zurückgezogen und die leere Hülse herausgezogen wurde, spannte sich der Schlaghammer und wurde festgehalten, bis der wieder nach vorne gleitende Verschluss die Patrone in die Patronenkammer eingeführt hatte. Dann schlug der Hammer auf den Schlagbolzen und dieser zündete die Treibladung der Patrone. Der Mechanismus funktioniert in der zeitliche Abfolge, dass ein Lauf geöffnet, der zweite geladen, der dritte geschlossen und der vierte abgefeuert wurde. Pro halbe Umdrehung der Handkurbel feuerte das Geschütz einen Schuss ab.
Die eigentliche Waffe wurde von einer Radlafette getragen. Die großen und leichten Räder ähnelten Rädern an zeitgenössischen landwirtschaftlichen Geräten.
Das Feldl-Geschütz wog mit leerer Protze 490 kg; voll aufmunitioniert und mit Ausrüstung 658 kg. Von 6.864 Schuss waren 2.624 in Magazinen verpackt und somit schussbereit, die übrige Anzahl dient als Reserve zur Auffüllung der Magazine. Das Geschütz wurde von 4 Pferden gezogen. Jedes Geschütz wurde jeweils von zwei Munitionswagen begleitet. Diese wurden in der Schlacht bei Wörth (August 1870) erbeutet und wurden ebenfalls von 4 Pferden gezogen. Jeder Munitionswagen wog aufmunitioniert 1.660 kg. Der Munitionswagen war mit 16.016 Schuss ausgerüstet, hiervon 3.936 in Magazinen verpackt.

## Bedienung
Die vollständige Mannschaft bestand aus 6 Mann, davon 2 direkt am Geschütz. Der Richtschütze war für die Zielausrichtung zuständig, während ein anderer Soldat die Handkurbel drehte. Im Prinzip ließ sich das Geschütz aber auch von einem Mann bedienen, allerdings mit verringerter Feuergeschwindigkeit. Zwei weiteren Soldaten oblag das Versorgen des Geschützes mit vollen Magazinen und deren Nachfüllung, die übrigen zwei dienten als Reserve.

## Einsatz
Die erste Batterie traf in den ersten Tagen des Oktobers 1870 beim I. Königlich Bayerisches Armee-Korps ein und wurde gleich beim Gefecht bei Artenay am 10. und Besetzung von Orléans am 11. Oktober eingesetzt. So lange sich  das Armee-Corps in der Offensive befand, wurden die Geschütze die meiste Zeit in Bereitschaftsstellung gehalten. Wegen der im Vergleich mit gewöhnlichen Geschützen geringen Reichweite konnten sie nicht wie Artillerie eingesetzt werden. Auch zur Unterstützung der Infanterie konnte man sie in der Offensive nicht verwenden, da es unmöglich war, mit 4 Pferden in das gegnerische Infanteriefeuer zu fahren und unter Beschuss die Stellung aufzubauen. Nur bei Artenay gelang es, ein Feldl-Geschütz in den Ortsausgang eines gerade geräumten Dorfes zu bringen und die abziehenden Franzosen zu beschießen. Dieses geschah ohne zwingende taktische Notwendigkeit, sondern eher um die neue Waffe im Gefecht einzusetzen. Es wurden etwa 300 Schuss abgegeben.
Der erste echte Einsatz erfolgte in Schlacht bei Coulmiers am 9. November 1870. Im Gegensatz zu den vorangegangenen Offensiven ging das Bayerisches Armee-Korps hier in die Defensive. Coulmiers musste aufgegeben werden. Ein Bataillon Infanterie und eine Feldl-Geschütz-Batterie wurden im Dorf belassen, um es möglichst zu halten, um den französischen Angriff zu verzögern und so den Rückzug des bayerischen Armee-Corps zu decken. Die Geschütze waren durch Hecken und Häuser einigermaßen gedeckt. Zwei Stunden lang wurde der zahlenmäßig überlegene Gegner aufgehalten. Dreimal wurden vordringende feindliche Abteilungen zurückgeworfen und auch eine Geschütz-Batterie zur Veränderung ihrer Position gezwungen. Das Feldl-Geschütz hat zunächst seine Brauchbarkeit bewiesen. Als die Batterie in beide Flanken beschossen wurde, musste sie allerdings ihre Stellung wechseln. Durch die bei der Bewegung der Geschütze entstandenen Erschütterungen stellten sich Patronen im Lademechanismus auf und verklemmten diesen. Von den 16 Läufen der Batterie klemmten 13 und konnten erst nach dem Gefecht repariert werden. Es wurde deutlich, dass das Geschütz technisch noch nicht ausgereift war. Die Waffe hätten vor dem Stellungswechsel leergeschossen oder vollständig entladen werden müssen, was aber im Gefecht realitätsfern war. Insgesamt wurden etwa 750 Schuss abgegeben.
Auf Wunsch des Generalstabs inspiziere Johann Feldl die Geschütze vom 28. November bis 29. Dezember 1870 bei Paris. Er bemängelte ihren schlechten Wartungszustand, welcher durch mangelhafte Ausbildung der Bedienungsmannschaften entstand. Die Patronenabmessungen waren außerhalb der Toleranz und somit konnte der Auswerfer nicht richtig funktionieren. Er stellte auch fest, dass die Magazine zu empfindlich für die Handhabung im Gefecht waren. Der Generalstab entschied darauf, dass die Waffe nicht zuverlässig genug sei und zog diese deshalb vom aktiven Dienst ab. Auch überwog die Erkenntnis, dass der Aufwand um das Feldl-Geschütz in keinem Verhältnis zum Nutzen stand.

## Weitere Verwendung
Nach dem Krieg wurden die 14 Feldl-Geschütze an die Landesfestung Ingolstadt übergeben, aber schon 1875 durch Feldgeschütze ersetzt. Der Grund war die Umstellung der Infanteriebewaffnung auf das reichseinheitliche Mauser Modell 71 mit seiner neuen Patrone. Außer einem wurden die Geschütze hauptsächlich ins Ausland verkauft. Eines wurde während des Boxeraufstandes 1900 von einem deutschen Major im Arsenal von Peking entdeckt und instand gesetzt, aber nicht mehr eingesetzt. Dieses Exemplar wurde von den Expeditionstruppen in das Deutsche Reich zurückgenommen.
Ein Exemplar befindet sich heute in der Dauerausstellung des Museums der Bayerischen Geschichte in Regensburg.

## Vergleich mit der französischen Mitrailleuse

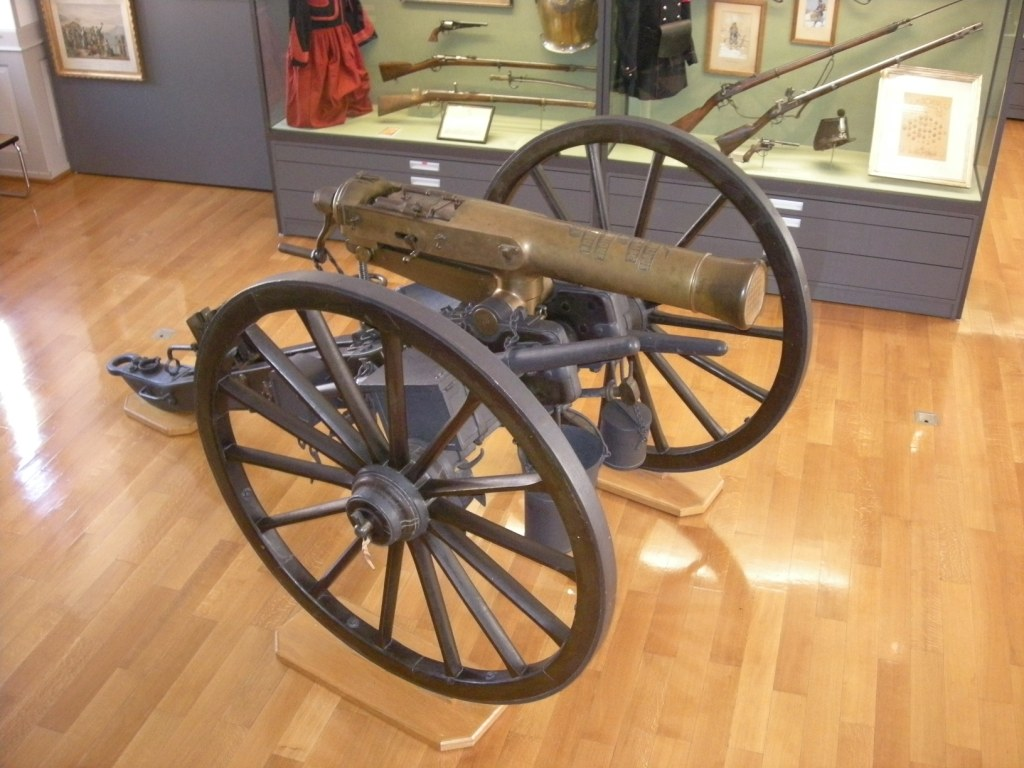
Reffye-Mitrailleuse

Eine dem Feldl-Geschütz vergleichbare Waffe war die französische Reffye-Mitrailleuse, welche ebenfalls im Deutsch-Französischen Krieg eingesetzt wurde. Die schwerere Mitrailleuse verwendete größere Patronen mit größerer Reichweite von 2500 m. Dadurch wurde die Mitrailleuse eher der Artillerie zugeordnet, während das Infanteriekaliber nutzende Feldl-Geschütz mit geringerer Reichweite eher als Begleiter der Infanterie angesehen wurde.